# Syagrus flexuosa
Syagrus flexuosa är en enhjärtbladig växtart som först beskrevs av Carl Friedrich Philipp von Martius, och fick sitt nu gällande namn av Odoardo Beccari. Syagrus flexuosa ingår i släktet Syagrus och familjen Arecaceae. Inga underarter finns listade i Catalogue of Life.

## Bildgalleri

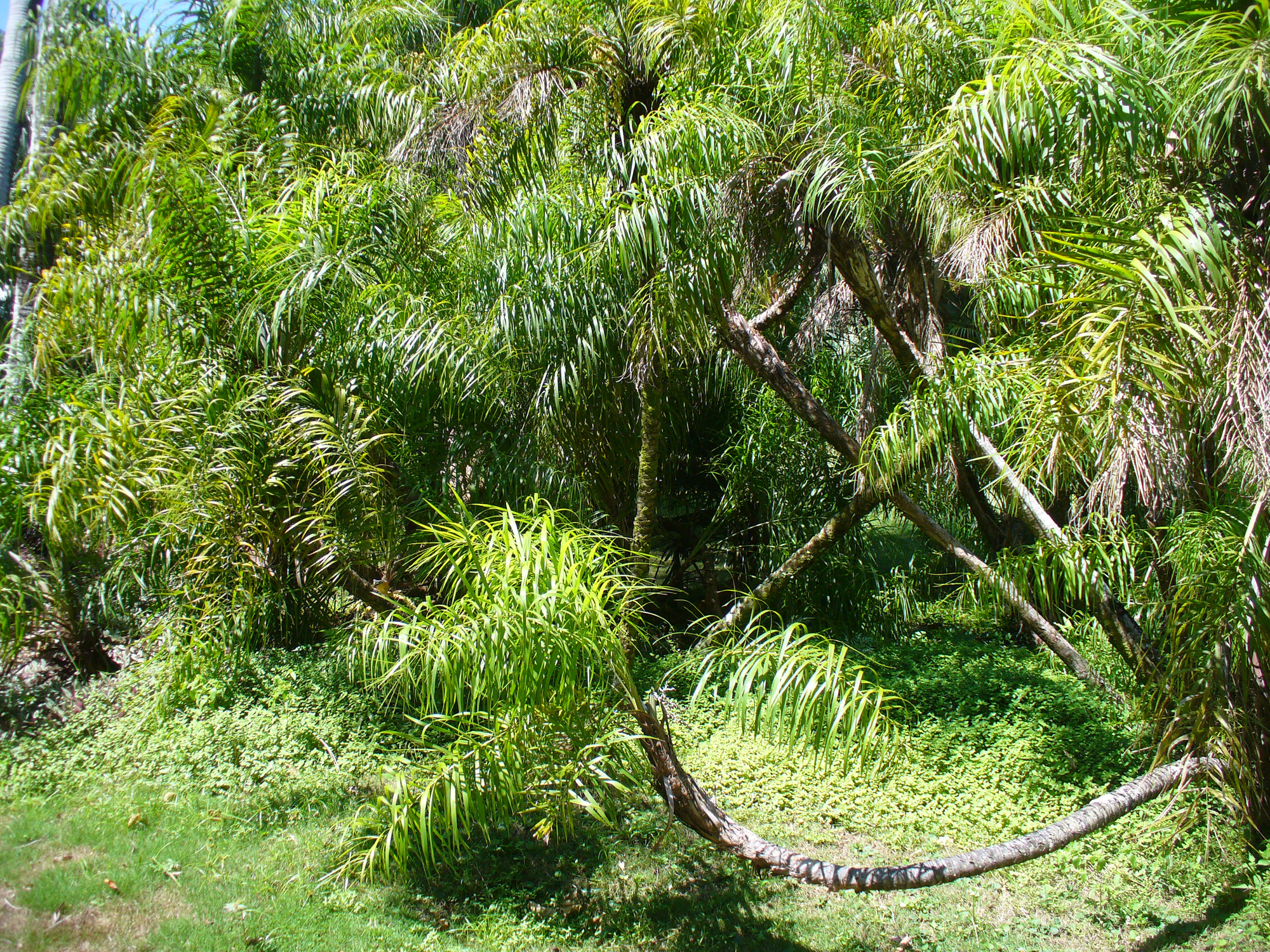